# División de Honor B de rugby 2022-23
La División de Honor B de rugby 2022-23 es la 25.ª edición de la segunda competición de rugby de España desde la reestructuración en 1998. El torneo es organizado por la Federación Española de Rugby, al igual que la máxima categoría.
Para esta temporada, la primera jornada se organizó para el 8 de octubre, mientras que la última fecha de la categoría será el día 28 de mayo de 2023 según el calendario oficial.

## Sistema de competición
- Se disputan dos fases de liga regular más unos Play-Offs.  La primera fase de esta Competición Nacional se jugará en cada grupo por sistema de liga a una vuelta todos contra todos. Finalizada dicha primera vuelta de liga regular se disputará la segunda fase en la que los 3 primeros equipos clasificados de cada uno de los grupos (9 equipos en total) competirán entre sí en una liga regular a una sola vuelta (8 jornadas) conformando un nuevo grupo llamado Élite. En esta competición (o Grupo Élite) no se tendrán en cuenta los resultados y puntos obtenidos por estos equipos en sus respectivos grupos durante la primera fase, partiendo todos ellos de cero.

- Finalizada esta segunda fase, la competición se decidirá mediante sistema de Play Off con partido de ida y vuelta entre los 4 primeros clasificados, en dos eliminatorias. En la primera eliminatoria se enfrentarán el 1º contra el 4º y el 2º contra el 3º. La final se disputará también a partido doble entre los dos vencedores de las eliminatorias anteriores.

- El equipo ganador de la final ascenderá a División de Honor en la temporada 2023/24.

- El resto de los equipos de cada grupo (A, B y C) disputarán la segunda fase mediante sistema de liga regular en sus respectivos grupos (todos contra todos) a una sola vuelta (8 jornadas en cada grupo). Los resultados y puntos conseguidos en la primera fase entre los equipos del mismo grupo se arrastrarán a la segunda fase de ese grupo. Bajarán los últimos clasificados de cada uno de los tres grupos, y los penúltimos disputarán un partido de promoción contra un equipo de categoría regional. [1][2]

### Sistema de puntuación
- Cada victoria suma 4 puntos.
- Cada empate suma 2 puntos.
- Cuatro ensayos en un partido suma 1 punto de bonus.
- Perder por una diferencia de siete puntos o inferior suma 1 punto de bonus.

## Equipos participantes

### Grupo A (Norte)
El grupo A consta de 10 equipos:
| Equipo                               | Ciudad            | Entrenador                  | Estadio                              | Capacidad |
| ------------------------------------ | ----------------- | --------------------------- | ------------------------------------ | --------- |
| Getxo R. T.                          | Guecho            | Brad Linklater David Martín | Ciudad Deportiva de Fadura           | 1000      |
| Uribealdea R. K. E.                  | Munguía / Plencia | Bandera de ?                | Ardanzas Park                        | 2000      |
| Hernani C. R. E.                     | Hernani           | Patrick Polidori            | Landare Toki                         | 1600      |
| Gesalaga Okelan Zarautz K. E.        | Zarauz            | Bandera de ?                | Campo de rugby Asti                  | 800       |
| Vithas Gaztedi R. T.                 | Vitoria           | Bandera de ?                | Polideportivo Parque de Gamarra      | 1000      |
| Universitario Bilbao Rugby           | Bilbao            | Bandera de ?                | Polideportivo Errekalde              | 400       |
| AVK Bera Bera R. T.                  | San Sebastián     | Bandera de ?                | Miniestadio de Anoeta                | 1262      |
| Mazabi Santander Independiente R. C. | Santander         | Bandera de ?                | Campo municipal de San Román         | 600       |
| La Única R. T.                       | Pamplona          | Bandera de ?                | I. D. Universidad Pública de Navarra | 500       |
| Real Oviedo Rugby                    | Oviedo            | Bandera de ?                | Campo de rugby El Naranco            | 600       |

### Grupo B (Este-Levante)
El grupo B consta de 12 equipos:
| Equipo               | Ciudad                              | Entrenador      | Estadio                                                               | Capacidad |
| -------------------- | ----------------------------------- | --------------- | --------------------------------------------------------------------- | --------- |
| C. R. Sant Cugat     | San Cugat del Vallés (Barcelona)    | Bandera de ?    | ZEM La Guinardera                                                     | 500       |
| R. C. L'Hospitalet   | Hospitalet de Llobregat (Barcelona) | Bandera de ?    | Campo de rugby Feixa Llarga                                           | 300       |
| C. N. Poble Nou      | Pueblo Nuevo (Barcelona)            | Bandera de ?    | C. E. M. Mar Bella                                                    | 100       |
| Barcelona U. C.      | Barcelona                           | Bandera de ?    | La Foixarda                                                           | 1200      |
| Gòtics R. C.         | Barcelona                           | Bandera de ?    | La Foixarda                                                           | 1200      |
| R. C. Sitges         | Sitges                              | Bandera de ?    | Campo de rugby de Pins Vens                                           | 300       |
| Akra Bárbara R. C.   | Alicante                            | Bandera de ?    | Polideportivo Juan Antonio Samaranch                                  | 800       |
| CAU Valencia         | Valencia                            | Bandera de ?    | Campo de rugby del Río Turia                                          | 500       |
| C. R. San Roque      | Valencia                            | Bandera de ?    | Campo de rugby del Río Turia                                          | 500       |
| R. C. Valencia       | Valencia                            | Pablo Lammertyn | Campos de Rugby Jorge Diego Pantera, Polideportivo de Quatre Carreres | 1296      |
| Fénix C. R. Zaragoza | Zaragoza                            | Bandera de ?    | C. D. M. David Cañada                                                 | 1000      |
| El Toro R. C.        | Calviá                              | Bandera de ?    | Campo de rugby Son Caliu                                              | 500       |

### Grupo C (Centro-Sur)
El grupo B consta de 12 equipos:
| Equipo                            | Ciudad                       | Entrenador              | Estadio                             | Capacidad |
| --------------------------------- | ---------------------------- | ----------------------- | ----------------------------------- | --------- |
| Club Alcobendas Rugby             | Alcobendas (Madrid)          | Alejandro Grajera       | Las Terrazas                        | 2000      |
| C. R. Majadahonda                 | Majadahonda (Madrid)         | Bandera de ?            | Campo de rugby Valle del Arcipreste | 750       |
| A. D. Ing. Industriales Las Rozas | Las Rozas de Madrid (Madrid) | José Carlos             | Campo de rugby El Cantizal          | 400       |
| C. D. Arquitectura                | Madrid                       | Bandera de ?            | Campo de rugby Las Leonas           | 800       |
| C. R. Liceo Francés               | Madrid                       | Bandera de ?            | Estadio Ramon Urtubi                | 500       |
| C. R. Atlético Portuense          | Cádiz                        | Bandera de ?            | C. D. Puerto de Santa María         | ?         |
| U. R. Almería Playcar             | Almería                      | Bandera de ?            | Campo municipal de rugby Juan Rojas | 3000      |
| Jaén Rugby                        | Jaén                         | Bandera de ?            | Campo de rugby Las Lagunillas       | 400       |
| C. R. Málaga                      | Málaga                       | Bandera de ?            | Estadio Ciudad de Málaga            | 7562      |
| C. A. R. Coanda Sevilla           | Sevilla                      | Bandera de ?            | Polideportivo San Pablo             | 5000      |
| C. D. Rugby Mairena               | Mairena del Aljarafe         | Juan González Marruecos | I. D. La Cartuja                    | 3000      |
| Extremadura C. A. R. Cáceres      | Cáceres                      | Bandera de ?            | C. D. El Cuartillo                  | 1134      |

## Grupos

### Primera fase

#### Grupo A
| | Equipo                               | Puntos | J | G | E | P | TF  | TC  | DT   | EF | EC | DE  | BO | BD |
| --- | ------------------------------------ | ------ | - | - | - | - | --- | --- | ---- | -- | -- | --- | -- | -- |
| 1 | Getxo R. T.                          | 38     | 9 | 8 | 1 | 0 | 332 | 143 | 189  | 50 | 18 | 32  | 4  | 0  |
| 2 | Gesalaga Okelan Zarautz K. E.        | 35     | 9 | 7 | 1 | 1 | 274 | 99  | 175  | 32 | 9  | 23  | 4  | 1  |
| 3 | Mazabi Santander Independiente R. C. | 33     | 9 | 7 | 0 | 2 | 295 | 180 | 115  | 37 | 24 | 13  | 4  | 1  |
| 4 | Hernani C. R. E.                     | 29     | 9 | 6 | 0 | 3 | 270 | 147 | 123  | 39 | 17 | 22  | 3  | 2  |
| 5 | Real Oviedo Rugby                    | 19     | 9 | 4 | 0 | 5 | 211 | 259 | -48  | 29 | 32 | -3  | 1  | 2  |
| 6 | Universitario Bilbao Rugby           | 18     | 9 | 4 | 0 | 5 | 219 | 272 | -53  | 29 | 39 | -10 | 1  | 1  |
| 7 | Vithas Gaztedi R. T.                 | 15     | 9 | 3 | 0 | 6 | 210 | 271 | -61  | 26 | 37 | -11 | 1  | 2  |
| 8 | Uribealdea R. K. E.                  | 13     | 9 | 3 | 0 | 6 | 112 | 258 | -146 | 13 | 36 | -23 | 0  | 1  |
| 9 | La Única R. T.                       | 7      | 9 | 1 | 0 | 8 | 143 | 270 | -127 | 20 | 39 | -19 | 0  | 3  |
| 10 | AVK Bera Bera R. T.                  | 5      | 9 | 1 | 0 | 8 | 143 | 310 | -167 | 22 | 46 | -24 | 0  | 1  |
| Fuente: Federación Española de Rugby: Clasificación de la División de Honor B - Grupo A - Primera fase; actualización automática |                                      |        |   |   |   |   |     |     |      |    |    |     |    |    |

J:Jugados / G:Ganados / E:Empatados / P:Perdidos / TF:Tantos a Favor / TC:Tantos en Contra / DT:Diferencia / EF:Ensayos Favor / EC:Ensayos Contra / DE:Diferencia Ensayos / BO:Bonus Ofensivo / BD:Bonus Defensivo

#### Grupo B
| | Equipo               | Puntos | J  | G  | E | P  | TF  | TC  | DT   | EF | EC | DE  | BO | BD |
| --- | -------------------- | ------ | -- | -- | - | -- | --- | --- | ---- | -- | -- | --- | -- | -- |
| 1 | Fénix C. R. Zaragoza | 48     | 11 | 10 | 0 | 1  | 471 | 128 | 343  | 65 | 14 | 51  | 8  | 0  |
| 2 | R. C. L'Hospitalet   | 40     | 11 | 9  | 0 | 2  | 331 | 145 | 186  | 47 | 12 | 35  | 4  | 0  |
| 3 | C. R. Sant Cugat     | 38     | 11 | 8  | 0 | 3  | 288 | 175 | 113  | 45 | 20 | 25  | 6  | 0  |
| 4 | R. C. Valencia       | 37     | 11 | 8  | 0 | 3  | 286 | 193 | 93   | 33 | 20 | 13  | 4  | 1  |
| 5 | CAU Valencia         | 34     | 11 | 7  | 0 | 4  | 355 | 241 | 114  | 49 | 26 | 23  | 5  | 1  |
| 6 | Barcelona U. C.      | 27     | 11 | 5  | 0 | 6  | 337 | 230 | 107  | 34 | 27 | 7   | 3  | 4  |
| 7 | El Toro R. C.        | 24     | 11 | 5  | 0 | 6  | 237 | 242 | -5   | 29 | 32 | -3  | 2  | 2  |
| 8 | Akra Bárbara R. C.   | 22     | 11 | 5  | 0 | 6  | 274 | 323 | -49  | 38 | 42 | -4  | 1  | 1  |
| 9 | C. R. San Roque      | 18     | 11 | 4  | 0 | 7  | 232 | 288 | -56  | 22 | 38 | -16 | 1  | 1  |
| 10 | C. N. Poble Nou      | 15     | 11 | 3  | 0 | 8  | 172 | 339 | -167 | 22 | 45 | -23 | 0  | 3  |
| 11 | R. C. Sitges         | 9      | 11 | 2  | 0 | 9  | 148 | 456 | -308 | 17 | 73 | -56 | 0  | 1  |
| 12 | Gòtics R. C.         | 0      | 11 | 0  | 0 | 11 | 116 | 487 | -371 | 18 | 70 | -52 | 0  | 0  |
| Fuente: Federación Española de Rugby: Clasificación de la División de Honor B - Grupo B - Primera fase; actualización automática |                      |        |    |    |   |    |     |     |      |    |    |     |    |    |

J:Jugados / G:Ganados / E:Empatados / P:Perdidos / TF:Tantos a Favor / TC:Tantos en Contra / DT:Diferencia / EF:Ensayos Favor / EC:Ensayos Contra / DE:Diferencia Ensayos / BO:Bonus Ofensivo / BD:Bonus Defensivo

#### Grupo C
| | Equipo                            | Puntos | J  | G  | E | P  | TF  | TC  | DT   | EF | EC  | DE  | BO | BD |
| --- | --------------------------------- | ------ | -- | -- | - | -- | --- | --- | ---- | -- | --- | --- | -- | -- |
| 1 | Club Alcobendas Rugby             | 52     | 11 | 11 | 0 | 0  | 552 | 114 | 438  | 80 | 13  | 67  | 8  | 0  |
| 2 | Jaén Rugby                        | 39     | 11 | 8  | 1 | 2  | 446 | 222 | 224  | 63 | 30  | 33  | 5  | 0  |
| 3 | U. R. Almería Playcar             | 38     | 11 | 7  | 2 | 2  | 367 | 193 | 174  | 50 | 26  | 24  | 4  | 2  |
| 4 | A. D. Ing. Industriales Las Rozas | 36     | 11 | 7  | 1 | 3  | 431 | 210 | 221  | 61 | 23  | 38  | 5  | 1  |
| 5 | C. R. Liceo Francés               | 33     | 11 | 7  | 0 | 4  | 353 | 207 | 146  | 48 | 25  | 23  | 4  | 1  |
| 6 | C. R. Majadahonda                 | 30     | 11 | 6  | 1 | 4  | 352 | 311 | 41   | 45 | 43  | 2   | 3  | 1  |
| 7 | C. D. Arquitectura                | 27     | 11 | 5  | 1 | 5  | 348 | 271 | 77   | 47 | 34  | 13  | 4  | 1  |
| 8 | C. A. R. Coanda Sevilla           | 22     | 11 | 5  | 0 | 6  | 258 | 314 | -56  | 38 | 43  | -5  | 2  | 0  |
| 9 | C. R. Málaga                      | 21     | 11 | 3  | 2 | 6  | 320 | 290 | 30   | 45 | 37  | 8   | 3  | 2  |
| 10 | C. D. Rugby Mairena               | 9      | 11 | 2  | 0 | 9  | 162 | 536 | -374 | 21 | 82  | -61 | 1  | 0  |
| 11 | C. R. Atlético Portuense          | 6      | 11 | 1  | 0 | 10 | 158 | 516 | -358 | 22 | 73  | -51 | 1  | 1  |
| 12 | Extremadura C. A. R. Cáceres      | 0      | 11 | 0  | 0 | 11 | 136 | 699 | -563 | 19 | 110 | -91 | 0  | 0  |
| Fuente: Federación Española de Rugby: Clasificación de la División de Honor B - Grupo C - Primera fase; actualización automática |                                   |        |    |    |   |    |     |     |      |    |     |     |    |    |

J:Jugados / G:Ganados / E:Empatados / P:Perdidos / TF:Tantos a Favor / TC:Tantos en Contra / DT:Diferencia / EF:Ensayos Favor / EC:Ensayos Contra / DE:Diferencia Ensayos / BO:Bonus Ofensivo / BD:Bonus Defensivo

### Segunda fase

#### Grupo élite
|                                                                | Equipo                               | Puntos | J | G | E | P | TF  | TC  | DT   | EF | EC | DE  | BO | BD |
| -------------------------------------------------------------- | ------------------------------------ | ------ | - | - | - | - | --- | --- | ---- | -- | -- | --- | -- | -- |
| 1                                                              | Club Alcobendas Rugby                | 39     | 8 | 8 | 0 | 0 | 326 | 73  | 253  | 48 | 8  | 40  | 7  | 0  |
| 2                                                              | Gesalaga Okelan Zarautz K. E.        | 29     | 8 | 6 | 1 | 1 | 206 | 116 | 90   | 25 | 15 | 10  | 3  | 0  |
| 3                                                              | Mazabi Santander Independiente R. C. | 22     | 8 | 5 | 1 | 2 | 193 | 206 | -13  | 18 | 28 | -10 | 0  | 0  |
| 4                                                              | C. R. Sant Cugat                     | 18     | 8 | 4 | 0 | 4 | 168 | 217 | -49  | 25 | 27 | -2  | 1  | 1  |
| 5                                                              | U. R. Almería Playcar                | 16     | 8 | 3 | 1 | 4 | 188 | 200 | -12  | 23 | 25 | -2  | 0  | 2  |
| 6                                                              | Getxo R. T.                          | 13     | 8 | 2 | 1 | 5 | 151 | 210 | -59  | 19 | 25 | -6  | 0  | 3  |
| 7                                                              | Fénix C. R. Zaragoza                 | 13     | 8 | 2 | 0 | 6 | 164 | 191 | -27  | 23 | 24 | -1  | 2  | 3  |
| 8                                                              | R. C. L'Hospitalet                   | 11     | 8 | 2 | 1 | 5 | 133 | 257 | -124 | 15 | 34 | -19 | 0  | 1  |
| 9                                                              | Jaén Rugby                           | 9      | 8 | 1 | 1 | 6 | 157 | 216 | -59  | 19 | 29 | -10 | 0  | 3  |
| Fuente: Federación Española de Rugby; actualización automática |                                      |        |   |   |   |   |     |     |      |    |    |     |    |    |

#### Grupo A
|                                                                | Equipo                     | Puntos | J  | G  | E | P | TF  | TC  | DT   | EF | EC | DE  | BO | BD |
| -------------------------------------------------------------- | -------------------------- | ------ | -- | -- | - | - | --- | --- | ---- | -- | -- | --- | -- | -- |
| 1                                                              | Hernani C. R. E.           | 56     | 12 | 12 | 0 | 0 | 445 | 143 | 302  | 68 | 20 | 48  | 8  | 0  |
| 2                                                              | Vithas Gaztedi R. T.       | 34     | 12 | 7  | 1 | 4 | 321 | 285 | 36   | 45 | 41 | 4   | 3  | 1  |
| 3                                                              | Real Oviedo Rugby          | 30     | 12 | 6  | 1 | 5 | 262 | 253 | 9    | 38 | 30 | 8   | 2  | 2  |
| 4                                                              | Universitario Bilbao Rugby | 27     | 12 | 5  | 2 | 5 | 296 | 317 | -21  | 39 | 42 | -3  | 2  | 1  |
| 5                                                              | Uribealdea R. K. E.        | 21     | 12 | 4  | 1 | 7 | 159 | 281 | -122 | 17 | 39 | -22 | 0  | 3  |
| 6                                                              | AVK Bera Bera R. T.        | 16     | 12 | 3  | 0 | 9 | 244 | 329 | -85  | 35 | 49 | -14 | 1  | 3  |
| 7                                                              | La Única R. T.             | 13     | 12 | 2  | 1 | 9 | 195 | 314 | -119 | 25 | 46 | -21 | 0  | 3  |
| Fuente: Federación Española de Rugby; actualización automática |                            |        |    |    |   |   |     |     |      |    |    |     |    |    |

#### Grupo B
|                                                                | Equipo             | Puntos  | J  | G  | E | P  | TF  | TC  | DT   | EF | EC | DE  | BO | BD |
| -------------------------------------------------------------- | ------------------ | ------- | -- | -- | - | -- | --- | --- | ---- | -- | -- | --- | -- | -- |
| 1                                                              | R. C. Valencia     | 71      | 16 | 15 | 0 | 1  | 534 | 216 | 318  | 76 | 23 | 53  | 10 | 1  |
| 2                                                              | CAU Valencia       | 60      | 16 | 12 | 0 | 4  | 581 | 323 | 258  | 84 | 35 | 49  | 9  | 3  |
| 3                                                              | C. R. San Roque    | 42      | 16 | 9  | 0 | 7  | 417 | 339 | 78   | 45 | 38 | 7   | 4  | 2  |
| 4                                                              | El Toro R. C.      | 41 (-2) | 16 | 9  | 0 | 7  | 370 | 302 | 68   | 45 | 39 | 6   | 3  | 4  |
| 5                                                              | Barcelona U. C.    | 40      | 16 | 8  | 0 | 8  | 482 | 405 | 77   | 52 | 53 | -1  | 3  | 5  |
| 6                                                              | Akra Bárbara R. C. | 39      | 16 | 8  | 0 | 8  | 473 | 395 | 78   | 63 | 50 | 13  | 3  | 4  |
| 7                                                              | C. N. Poble Nou    | 25      | 16 | 5  | 0 | 11 | 317 | 495 | -178 | 42 | 63 | -21 | 0  | 5  |
| 8                                                              | R. C. Sitges       | 24      | 16 | 5  | 0 | 11 | 276 | 563 | -287 | 35 | 82 | -47 | 2  | 2  |
| 9                                                              | Gòtics R. C.       | 5       | 16 | 1  | 0 | 15 | 212 | 624 | -412 | 30 | 89 | -59 | 0  | 1  |
| Fuente: Federación Española de Rugby; actualización automática |                    |         |    |    |   |    |     |     |      |    |    |     |    |    |

#### Grupo C
|                                                                | Equipo                            | Puntos | J  | G  | E | P  | TF  | TC  | DT   | EF  | EC  | DE   | BO | BD |
| -------------------------------------------------------------- | --------------------------------- | ------ | -- | -- | - | -- | --- | --- | ---- | --- | --- | ---- | -- | -- |
| 1                                                              | C. R. Majadahonda                 | 64     | 16 | 14 | 1 | 1  | 584 | 341 | 243  | 77  | 48  | 29   | 6  | 0  |
| 2                                                              | C. R. Liceo Francés               | 58     | 16 | 12 | 0 | 4  | 573 | 294 | 279  | 80  | 36  | 44   | 8  | 2  |
| 3                                                              | A. D. Ing. Industriales Las Rozas | 56     | 15 | 11 | 1 | 3  | 702 | 250 | 452  | 107 | 29  | 78   | 9  | 1  |
| 4                                                              | C. D. Arquitectura                | 48     | 16 | 9  | 1 | 6  | 600 | 381 | 219  | 87  | 51  | 36   | 7  | 3  |
| 5                                                              | C. A. R. Coanda Sevilla           | 47     | 16 | 10 | 0 | 6  | 487 | 361 | 126  | 68  | 48  | 20   | 5  | 2  |
| 6                                                              | C. R. Málaga                      | 38     | 15 | 7  | 1 | 7  | 604 | 359 | 245  | 90  | 46  | 44   | 6  | 2  |
| 7                                                              | C. D. Rugby Mairena               | 14     | 16 | 3  | 0 | 13 | 248 | 691 | -443 | 31  | 104 | -73  | 1  | 1  |
| 8                                                              | C. R. Atlético Portuense          | 11     | 16 | 2  | 0 | 14 | 232 | 678 | -446 | 33  | 99  | -66  | 1  | 2  |
| 9                                                              | Extremadura C. A. R. Cáceres      | 4      | 16 | 1  | 0 | 15 | 250 | 925 | -675 | 35  | 147 | -112 | 0  | 0  |
| Fuente: Federación Española de Rugby; actualización automática |                                   |        |    |    |   |    |     |     |      |     |     |      |    |    |

Algunos equipos aparecen en rojo a pesar de no haber quedado últimos o penúltimos, esto es debido a que renunciaron a su plaza en División de Honor B.

## Fase de Ascenso

### Semifinales

#### Ida
| División de Honor B de España (Fase de Ascenso); 30 de abril de 2023 | C. R. Sant Cugat | 9 - 40 | Club Alcobendas Rugby | La Guinardera, San Cugat del Vallés |  |

| División de Honor B de España (Fase de Ascenso); 30 de abril de 2023 | Mazabi Santander Independiente R. C. | 17 - 13 | Gesalaga Okelan Zarautz K. E. | Campo municipal de San Román, Santander |  |

#### Vuelta
| División de Honor B de España (Fase de Ascenso); 7 de mayo de 2023 | Club Alcobendas Rugby | 47 - 26 | C. R. Sant Cugat | Campo de rugby Las Terrazas, Madrid |  |
|                                                                    |                       |         |                  | Árbitro(s): Joaquín David Castro    |  |

| División de Honor B de España (Fase de Ascenso); 7 de mayo de 2023 | Gesalaga Okelan Zarautz K. E. | 18 - 15 | Mazabi Santander Independiente R. C. | Campo de rugby Asti, Zarauz |  |
|                                                                    |                               |         |                                      | Árbitro(s): Roger Parera    |  |

### Final

#### Ida
| División de Honor B de España (Fase de Ascenso); 21 de mayo de 2023 | Mazabi Santander Independiente R. C. | 28 - 30 | Club Alcobendas Rugby | Campo municipal de San Román, Santander |  |
|                                                                     |                                      |         |                       | Árbitro(s): Jose Luis Murillo           |  |

#### Vuelta
| División de Honor B de España (Fase de Ascenso); 27 de mayo de 2023 | Club Alcobendas Rugby | 67 - 6 | Mazabi Santander Independiente R. C. | Campo de rugby Las Terrazas, Madrid |  |
|                                                                     |                       |        |                                      | Árbitro(s): Luis Lasala             |  |

| Por un resultado global favorable de 97 - 34: Asciende a la División de Honor para la temporada 2023-24: Club Alcobendas Rugby |

El Mazabi Santander Independiente R. C. disputará la promoción contra el Pozuelo Rugby Unión, la cual perderá por un global de 165 - 44. Además, renunciarán a su plaza en la temporada 2023-24 de División de Honor B por una deuda de 280 000€.